# プラネットガーディアン
『プラネットガーディアン』は、高坂りとによる日本の漫画作品。『月刊少年ガンガン』2001年9月号より2003年11月号まで連載された。単行本は全4巻。

## 概要
いわゆる魔法少女作品に見られるお約束をパロディ化したギャグ漫画である。特に主人公・古雪の家族構成などを見ると、「カードキャプターさくら」の影響をより色濃く受けていると思われる。また、楽屋オチなどメタ的なギャグが多く見られるのも特徴である。

## ストーリー
ある流れ星の夜、現れた宇宙人……。彼曰く、地球は「アルゴル」の侵略による未曾有のピンチに見舞われると言う。小学四年生、天真爛漫な少女古雪は彼の頼みを引き受け戦う決意をする。これは愛と勇気を心を胸にした正統派魔女っ子物語…。
ではない。想像もしなかったことに物語の開始はそこから5年後、つまり古雪は中学3年の受験生であったのだ。話の進行につれ、暴走に暴走を繰り返す登場人物達。果たして、本来の敵を片付ける間に彼女達から地球を守りきれるのだろうか？

## キャラクター
※声優はドラマCDのもの。

### 如月家
如月古雪（きさらぎ こゆき）（声優：たかはし智秋）
主人公。中学3年生の受験生で、「普通」「安定志向」「無難」を最上としているガチガチの現実主義者。
10歳（小学3年生）の時、ピロスケに異星人（アルゴル）から地球を守るため「守護者（ガーディアン）」としての力を与えられる。しかし現在の性格から、魔女っ子（変身後の姿と戦い）を嫌がっている。が、意外と妄想癖が強く、「空を飛ぶ」行為だけは好き（現実から逃れられるから）。栄養ドリンクを愛飲し、コタツを手放せない、冷奴が好物など普段の生活はかなりババくさい（ただこれは、両親が海外勤務している関係で幼少時代を祖母と共に過ごしていたためという理由もある。ちなみに祖母は物語開始前に他界しており、リリカ曰く「主人公向きの設定」）。衣装は中華装から。
公務員になって安定した生活を送る事を望み、戦闘中も単語帳を手放さないなどかなりガリ勉だが、実際の成績は5段階でオール3（ピロスケ曰く「まさに『普通』」）、しかも凶暴で面倒臭がりな性格が災いし「生活態度」はズタズタである。ただ勉強の甲斐あってか頭は回るらしく、戦闘ではさまざまな小細工を駆使していた。
ストレスが溜まると、ピロスケを雑巾のように絞る癖がある。また、西園寺のことを撲殺するほど嫌っている。
そのストレスも限界に達すると理性が吹っ飛びダーク化し、作中最も危険な人物と化す。
如月樹（きさらぎ いつき）（声優：鳥海浩輔）
古雪の兄。変身するのを嫌がる古雪に冷酷なまでに「魔女っ子」を強要するため、古雪には嫌われている。
高校では生徒会長で、成績優秀かつイケメンなため外からは理想の兄で通っている。
古雪以外が魔女っ子をやるのは認めていないようで、リリカとは仲が悪い。
如月弘（きさらぎ ひろし）
古雪の父。
多くの魔法少女モノ作品に見られるように古雪の父母の正体は謎に包まれていた。
そんな父の正体は実の娘の部屋に100個を越える監視カメラを仕掛け、「研究のため」「記録映像」と称して古雪の魔女っ子を堂々と堪能していた程のド変態で、かつ自らの実験のためには街の被害など気にしない超非常識人。
両親揃ってNASAに勤めており、その関係からかピロスケ達監視者には天敵と言える。
如月司（きさらぎ つかさ）
古雪の母。父と同じくNASAに勤務する。生物学者。
父とは逆に異星人の生態研究を担当していた。

### その他
ピロスケ（ピロン＝スケルリッチIII世）（声優：笹島かほる）
古雪に守護者としての力を与えた監視者（メルカバー）。当初は真面目でキリッとした体型だったが、五年に渡る地球の生活で平和ボケし激太り。もはや、別の生物としか言いようが無くなった。口調・性格まで変化し、嫌味ったらしく、かつ自堕落なものになっている。現在は「〜でふ」が口癖で甘いものが好物。
なお本編終了後は痩せて元の体型に戻っていたが、性格は酷いままで固定されてしまっている。
早乙女リリカ（さおとめ リリカ）（声優：飯島杏子）
古雪と同じく「守護者」の一人。自称主人公。古雪とは全く正反対のわがままで傲慢かつ派手好きな性格で、普段から「〜ですわ」といった（古雪曰く、「鳥肌の立つような」）バリバリのお嬢様口調で話し、魔女っ子としてやたら目立つ戦い方を好む。古雪は「お兄ちゃん（樹）と気が合いそう」と言っていたが、実は樹には「山田」と呼ばれるため、仲が悪い。当然「早乙女リリカ」は偽名で、本名は山田良子（やまだよしこ）。しかし、その名前で呼ぶとキレる。（本人曰く「リリカ」という名は「魂の名前」）ちなみに大阪の庶民出身でいきり立つと地の関西弁が出る。衣装は洋装から。
エリザに力を与えられた当時は関西弁が原因でいじめに遭っていたため、「守護者」の力を使って仕返しをしようと考え、一瞬でダーク化してしまった。その後は考えを改め、ダーク化したままで守護者の務めを果たしている。（ダーク化していない通常の姿を披露したのは本編中で僅か二回）要するに古雪と出会った頃には既にダーク化しており、結果、裁定者（トーラー）から真っ先に狙われる事になってしまった。
エリザ（声優：浅井晴美）
よりにもよってリリカを守護者にしてしまった運の無い監視者。「〜のよ」が口癖。気が弱いため、良子のストレスのはけ口にされ続けすっかりやつれ、視力まで落ちメガネをかけている。（5年前の）ピロスケと同じウサギに似た姿をしているため同種族と思われるが、同僚よりは頼りになる。
桐島雫（きりしま しずく）
古雪と同じく「守護者」の一人。小学生。本作の中で一番の常識人。家は神社。衣装は和装から。
年の割にかなり大人っぽく、古雪や良子の暴走に呆れることもしばしばだが、実はなんだかんだで古雪と似たような境遇である。
一時期古雪に惚れられており、古雪の妄想の中で異様に美化されていた。
桐島月夜（きりしま つくよ）
雫の姉。病弱で可愛いもの（雫の写真など）を見ると吐血する。樹以上に魔女っ子に拘っているが、悪意が無い分さらに質が悪い。普通に戦いたい雫に恥ずかしい格好などを強制し、結果、雫のトラウマ形成およびダーク化を招いてしまった。
実は「暁の三連星」と呼ばれる凶悪（でもないが）な異星人の一人で、その立場は曾祖母から受け継いだらしい。
タムタム
雫付きの監視者。他の二人とは異なり、鳥のような姿をしており、また口調から女性と考えられる。
協調を専らとする常識人だが、非常識人揃いの守護者たちには話をあまり聞いてもらえていない。
シトリ
「暁の三連星」の一人。見た目は女子中学生（古雪の中学の制服を着用）だが、不定形生物なので身体の形を自由に変えることができる。桐島家の境内に落ちてきた所をハアゲンティとともに捕獲（保護？）された。
帯電できる体質で、自身の分身を生物に取り憑かせることで対象を操ることができる。故郷は貧しい星で弟が一人いるらしいが、月夜にあっさり流された。
ハアゲンティ
「暁の三連星」の一人。見た目はコック帽を被った男性。桐島家に捕獲（保護？）された時にドッグフードを食べ、その味に感動。それ以来、地球で料理の研究をしている。が、当然マズい。
トラ
「裁定者（トーラー）」。守護者が全員ダーク化するという異常事態を察知して送り込まれたロボット。
恐るべき戦闘能力を有し、リリカからあっという間に戦闘能力を削ぎ落とした程。
後に樹が改造し、小雪の妹として如月家に住むことになった。その際は変な口調によるキャラ付けが行われ、阪神ファン（弱いものを応援するのが好きという理由）という設定まで付け加えられた。
西園寺光太郎（さいおんじ こうたろう）（声優：鈴木千尋）
西園寺財閥の御曹司。お坊ちゃまという点を考慮しなければ、顔がいいだけのただの人間なのだが、守護者を気取って登場し、古雪に度々キザったらしくアプローチをかける。が、その度にポイントを下げることになり、毎回ボコられている。ただし、少なくとも彼は古雪一筋で、とりあえず悪い人ではない。

## 用語
異星人（アルゴル）
地球時間で100年前のこと。凶悪な宇宙犯罪者を収監していた監獄が破壊され、中身が流出した。そのいくらかは地球の方向へ流れたことが観測されたため、監視者が派遣されることとなる。形状は様々であり、獣型から人型まで幅広い。個体名はソロモンの72の悪魔に由来するものと考えられる。
暁の三連星（あかつきのさんれんせい）
異星人のなかでも特に凶悪とされる犯罪者。3名で構成されるが、3人目は常に謎であると言う。

守護者（ガーディアン）
地球に上陸したアルゴルを送還するために、監視者に力を与えられた地球人。本編では専ら「魔女っ子」と呼称される。
使徒の鍵
守護者の持つ杖および扇子。この先端を異星人に付けられた「錠」に嵌め込み、「罪を犯せし異星人よ、敷居の守護者の裁きを受け、彼方なる監獄へ還りたまえ」と詠唱することにより、異星人を元の監獄に「浄化転送（トランスポート）」することができる。またこれ以外にも、守護者が様々な呪文を唱えることにより、下記の戦闘補助の力（ピロスケ曰く「ゲームとかの魔法」）を行使することもできる。
だが、作中ではただの鈍器にされたり、部屋の閂の代わりにされたりと碌な使われ方をされていない。
「電撃閃光（アル・ナスル・アル・ワーキ）」
杖先から電撃を放つ。作中で唯一登場した攻撃技。
「微かなる盾（アル・カワール）」
目の前にシールドを張る防御技。
「聖なる壁（アルキバ）」
四方をシールドで囲む上級防御技。守護者による同質のシールドを当てれば中和できる。

闇化（ダークか）
守護者が邪悪な心に囚われた時、コスチューム込みで変化する姿。力は通常の守護者の数倍とも言われ、一つの県をも吹き飛ばすだけの力を持つとされる。「本人の意思によってしか起きない」とされているが、様々な事情で精神的に不安定な地球の守護者達は頻繁に闇化している。早乙女リリカに至っては常に闇化したまま（一応は正気を保って）任務を果たしていた。
監視者（メルカバー）
異星人の襲来を予期し、地球に派遣された宇宙人。自身は戦闘能力を持たないため、現地の協力者に力を与え、「守護者」とした。
裁定者（トーラー）
守護者が任務遂行不可能（主に全員が闇化した場合）と判定された時、守護者を処分するために降りたつというロボット。普段は大気圏外で待機していると思われるが、守護者三名がことごとく闇化したため活動を開始した。当然闇化した守護者を想定しているため、山田すら圧倒した。
石（レメゲトン）
監視者が所持している宝玉。監視者同士の通信に使用する物であり、本来は肌身離さず持っているべき物なのだが……。

## 書誌情報
- 高坂りと 『プラネットガーディアン』 エニックス、スクウェア・エニックス〈ガンガンコミックス〉、全4巻
  1. 2002年5月22日初版（2002年4月22日発売）、ISBN 4-7575-0680-5
  2. 2002年12月22日初版（2002年11月22日発売）、ISBN 4-7575-0828-X
  3. 2003年7月22日初版（2003年6月21日発売）、ISBN 4-7575-0964-2
  4. 2004年2月22日初版（2004年1月22日発売）、ISBN 4-7575-1127-2